# 埃罗·科莱赫迈宁
埃罗·科莱赫迈宁（芬蘭語：Eero Kolehmainen，1918年3月24日—2013年12月7日），芬兰男子越野滑雪运动员。他曾代表芬兰参加1952年和1956年冬季奥林匹克运动会越野滑雪比赛，获得一枚银牌。